# Миленина, Лидия Анатольевна
Лидия Анатольевна Миленина — советская пловчиха. Чемпионка СССР (1969, 1970) на дистанциях комплексного плавания. Мастер спорта СССР международного класса.

## Биография
Родилась 28 марта 1951 года в г. Находка Приморского края.
Выступала под флагом общества «Динамо» (Ворошиловград) (1968—1972). Окончила Ворошиловградский государственный педагогический институт. 
Специализировалась в комплексном плавании. 
Чемпионка СССР на дистанциях 200 и 400 м (в 1969 и 1970 годах) комплексного плавания. Серебряная (1971) и бронзовая (1972) медалистка чемпионатов страны на указанных дистанциях комплексного плавания. Трижды улучшала рекорды СССР в  1969—1970 годах.
Входила в состав сборной СССР в 1969—1972 годах. Серебряный призёр Кубка Европы на дистанции 200 м комплексного плавания в 1969 году. Участница финальных заплывов  чемпионата Европы 1970 года в Барселоне (финишировала 5-й на дистанциях 200 и 400 м комплексного плавания).
Была тренером по плаванию в Комплексе «Динамо» в Ворошиловград 